# 石岡駅

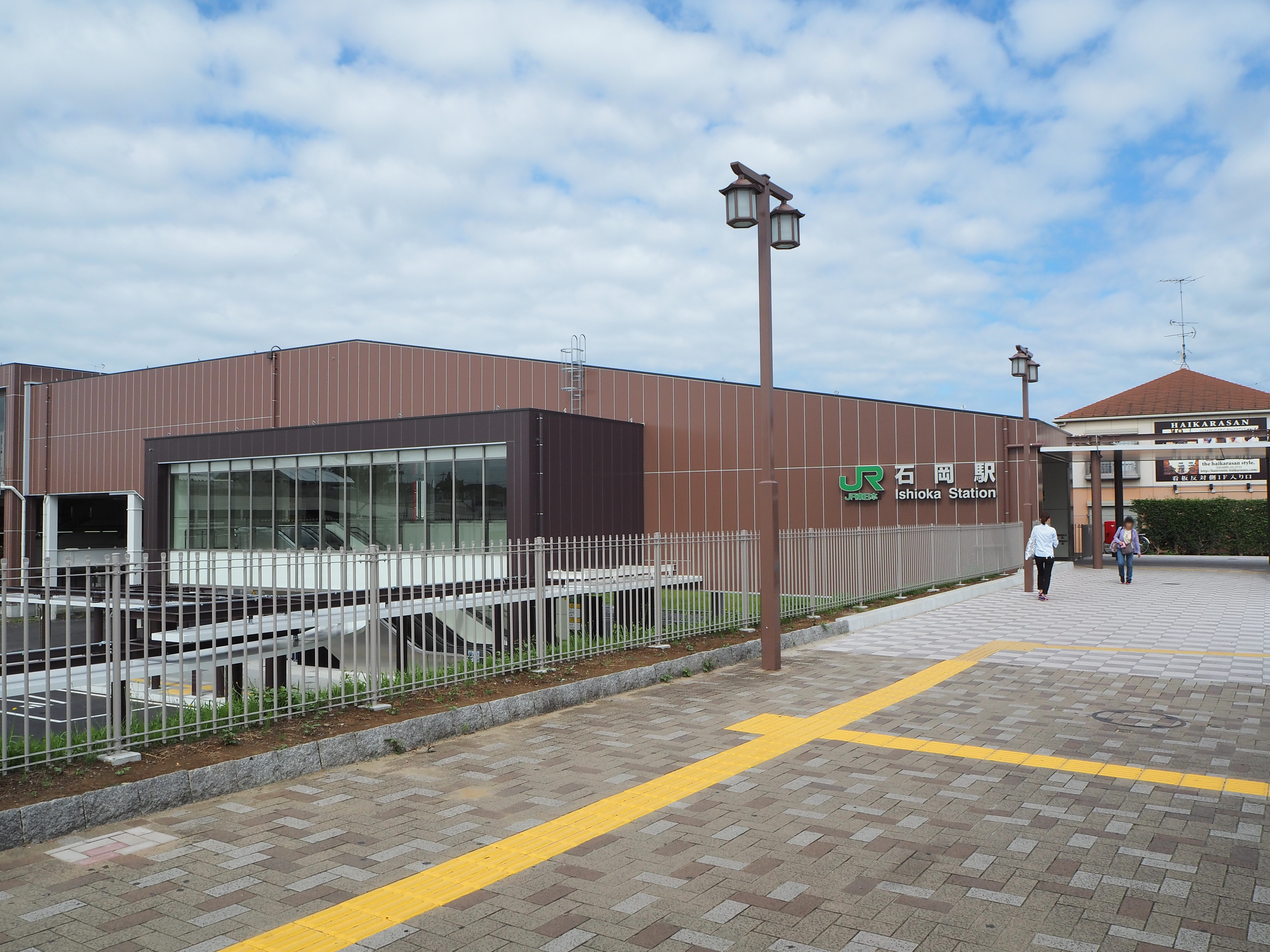
東口（2016年9月）

石岡駅（いしおかえき）は、茨城県石岡市国府一丁目にある、東日本旅客鉄道（JR東日本）常磐線の駅である。

## 概要
石岡市の中心部に位置する、同市の中心駅である。常磐線土浦駅以北の駅では、友部駅と並び特急列車が停車する主要駅の一つである。上り（土浦・取手・上野方面）、下り（友部・水戸・勝田方面）と共に日中は概ね1時間に2本の普通列車と1本の特急列車が停車し、当駅を通る「ときわ」の全列車が停車する。また、百里基地航空祭開催日には、「ひたち」の一部列車が当駅に臨時停車することがある。
かつては鹿島鉄道線との接続駅であった（後述）が、同線は2007年（平成19年）4月1日に廃止され、現在はJRの単独駅である。
事務管コードは▲421108。

## 歴史

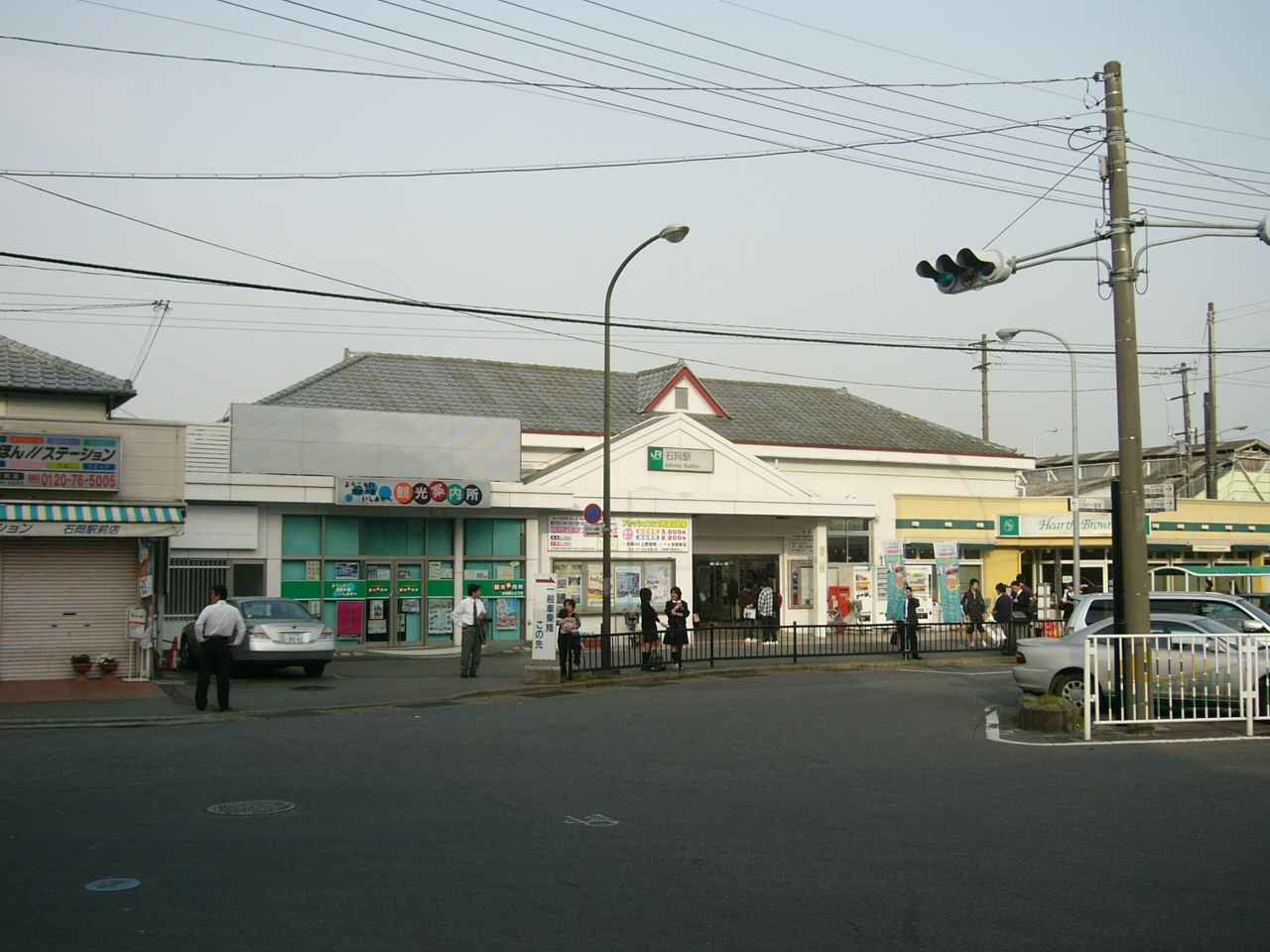
旧駅舎（2006年5月）

- 1895年（明治28年）11月4日：日本鉄道土浦線の駅として開業[2]。
- 1906年（明治39年）11月1日：日本鉄道が国有化され、官設鉄道（後に日本国有鉄道）の所属となる[2]。
- 1909年（明治42年）10月12日：線路名称制定により常磐線の所属となる。
- 1924年（大正13年）6月8日：鹿島参宮鉄道の駅が開業[5]。
- 1929年（昭和4年）11月15日：陸軍特別大演習（五輪堂野外統監部）に向かう昭和天皇乗車のお召し列車が、水戸駅 - 石岡駅間で往復運転[6]。
- 1946年（昭和21年）10月19日 - 昭和天皇が石岡町に行幸（昭和天皇の戦後巡幸）。お召し列車が水戸駅発 - 石岡駅着で運転[7]。
- 1965年（昭和40年）6月1日：鹿島参宮鉄道と常総筑波鉄道が合併して関東鉄道が発足。鹿島参宮鉄道は関東鉄道鉾田線となる[8]。
- 1978年（昭和53年）4月1日：みどりの窓口開設[新聞 1]。
- 1979年（昭和54年）4月1日：関東鉄道鉾田線が鹿島鉄道に分社化[8]。
- 1982年（昭和57年）11月15日：ダイヤ改正に伴い、一部の特急「ひたち」の停車開始[9][注釈 2]。
- 1984年（昭和59年）2月1日：鹿島鉄道との貨車中継を除く貨物扱いを廃止[2]。
- 1987年（昭和62年）4月1日：国鉄分割民営化に伴い、国鉄の駅は東日本旅客鉄道（JR東日本）の駅となる[2]。
- 1991年（平成3年）12月21日：駅旅行センターをびゅうプラザに改称[新聞 2]。
- 1995年（平成7年）11月1日：自動改札機を設置し、供用開始[10]。
- 2001年（平成13年）
  - 8月：鹿島鉄道との貨車中継を廃止。
  - 11月18日：JR東日本のICカード「Suica」の利用が可能となる。
- 2006年（平成18年）2月1日：指定席券売機稼動開始。
- 2007年（平成19年）4月1日：鹿島鉄道線廃止[8]。
- 2011年（平成23年）
  - 3月11日：東北地方太平洋沖地震（東日本大震災）により、線路のゆがみ、ホームの破損などの甚大な被害を受ける。
  - 3月31日：営業再開[新聞 3]。
- 2015年（平成27年）：この年から駅舎・通路・周辺の整備工事を開始。西口駅前広場整備・東西自由通路整備・BRT専用駅前広場整備・石岡駅橋上駅舎化整備に向けて36億6千万円の事業費が見積もられている[11][報道 1][新聞 4][新聞 5]。
  - 9月5日：橋上駅舎の一部が使用を開始。
- 2016年（平成28年）
  - 2月18日：当駅敷地内の土の中から旧日本軍の砲弾が6個見つかったため、自衛隊の不発弾処理隊が出動、当駅を含む常磐線土浦駅 - 友部駅間で約4時間運転を見合わせ[新聞 6][新聞 7]。
  - 3月30日：橋上駅舎が完成[新聞 8]。
  - 9月1日：発車メロディを変更[報道 2][報道 3]。

## 駅構造
単式ホーム1面1線と島式ホーム1面2線、計2面3線のホームを有する橋上駅になっている。上りのみ島式ホームとなっており、特急待避が可能である。橋上駅舎は2015年（平成27年）9月5日より一部供用開始、2016年（平成28年）3月工事完成。改札口は1箇所で、東西連絡通路とつながっている。
駅舎内にはみどりの窓口・自動券売機・指定席券売機・Suica対応自動改札機が設置されており、Suica専用通路もある。
旧駅舎内に出店していたコンビニエンスストアのNewDaysは、橋上駅舎工事に伴い駅舎外のプレハブ小屋で営業していたが、現在は新駅舎2階の改札口の隣にて営業している。
1番線ホームに立ち食いそば店があったが、2007年（平成19年）5月に閉店した。また、2・3番線ホームに出店していたKIOSKも閉店している。また、橋上駅舎工事に伴い旧駅舎内に出店していたパン屋も2013年12月に閉店した。
直営駅（管理駅）であり、高浜駅と羽鳥駅を管理している。当駅ではATOSが導入されている。また、当駅には日暮里駅起点80キロの距離標（キロポスト）がある。
2016年3月、自由通路2階に切り絵作家滝平二郎の作品「ふるさとの四季」4点をもとにしたステンドグラスが設置された。

### のりば
| 番線 | 路線                        | 方向 | 行先                             |
| ---- | --------------------------- | ---- | -------------------------------- |
| 1    | ■ 常磐線                    | 下り | 水戸・勝田・東海・日立・高萩方面 |
| 2・3 | ■ 常磐線 （上野東京ライン） | 上り | 土浦・取手・上野・東京・品川方面 |

（出典：JR東日本:駅構内図）
3番線は上り専用の待避線となっている。かつては、当駅で頻繁に特急通過待ち合わせに使用していた。現在は朝2本、昼間5本と夜2本の1日9本と一部の貨物列車が使用している。（2022年3月現在）。

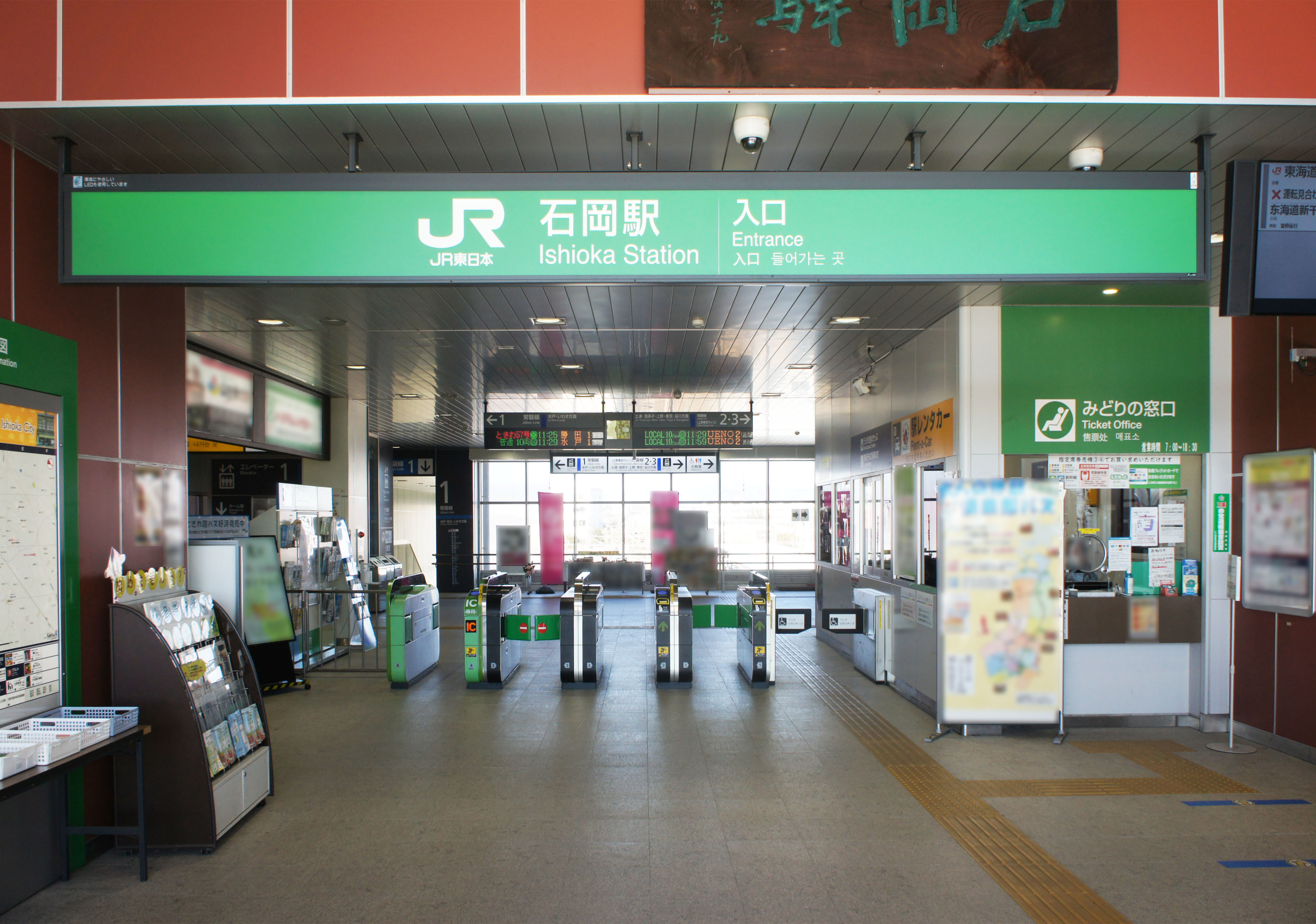
改札口（2022年1月）
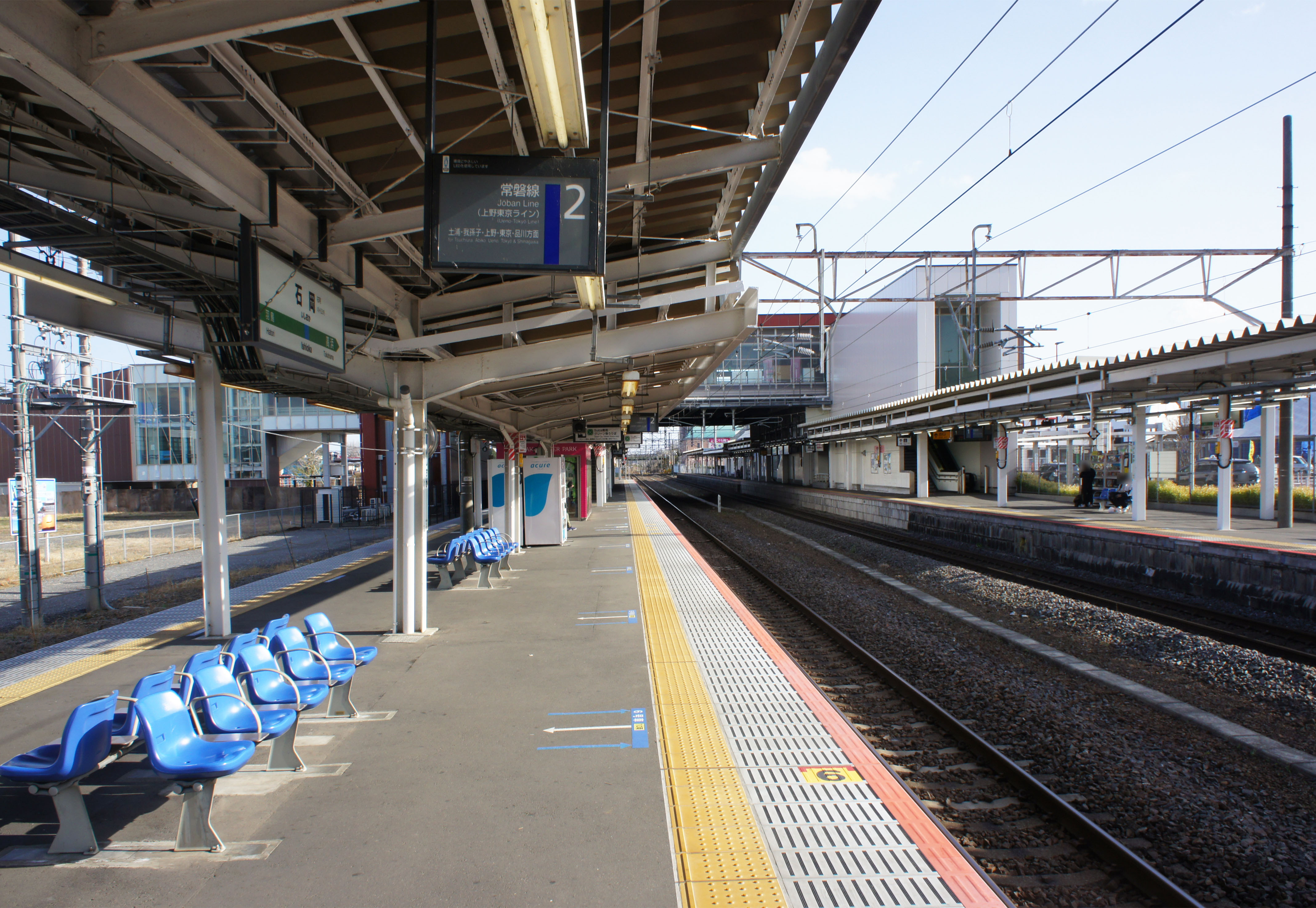
ホーム（2022年3月）

### 発車メロディ
1990年代から東洋メディアリンクス制作の発車メロディを使用していたが、石岡市からの要望により2016年9月1日に、同市ゆかりの楽曲をアレンジしたメロディに変更している。これは同市の駅周辺整備事業の一環として行われたもので、市内の高校生や音楽関係者ら8人による検討会が、候補に挙がった18曲の中から選曲を行った。2番線と3番線のメロディはいずれもスイッチの制作で、編曲は福嶋尚哉が手掛けた。
- 1番線：「バラが咲いた」 - 茨城県の県花であるバラを歌ったマイク眞木の楽曲[注釈 3]。
- 2番線：「ここで君を待ってるよ」 - 石岡駅前ではぐれた飼い主を改札の前で17年間待ち続けた「忠犬タロー」の実話に基づいて大島花子が作詞作曲した楽曲。
- 3番線：「石岡のお囃子」 - 毎年40万人の人出で賑わう常陸國總社宮大祭（石岡のおまつり）の祭囃子の一つである『土橋獅子舞』の「乱舞」の部分をアレンジしたもの。

### 鹿島鉄道 石岡駅
2007年（平成19年）4月まで、鹿島鉄道のホーム（5番線）が隣接し、改札内に鹿島鉄道の中間改札がある方式となっていた。
構内には車両基地の石岡機関区も置かれ、鹿島鉄道のすべての車両が留置（朝晩の1往復のみ鉾田駅まで回送）されていた。また、貨物・臨時列車用の4番線も存在していたが、2005年（平成17年）3月に撤去された。
鹿島鉄道のホームと施設は廃止後すぐにホームの一部を残して解体され、跡地は駐車場・更地となっていたが、南台循環、小川、玉造、鉾田、茨城空港方面の「かしてつバス」が発着するBRT専用バスターミナルが整備され、2016年9月1日より使用開始となった。

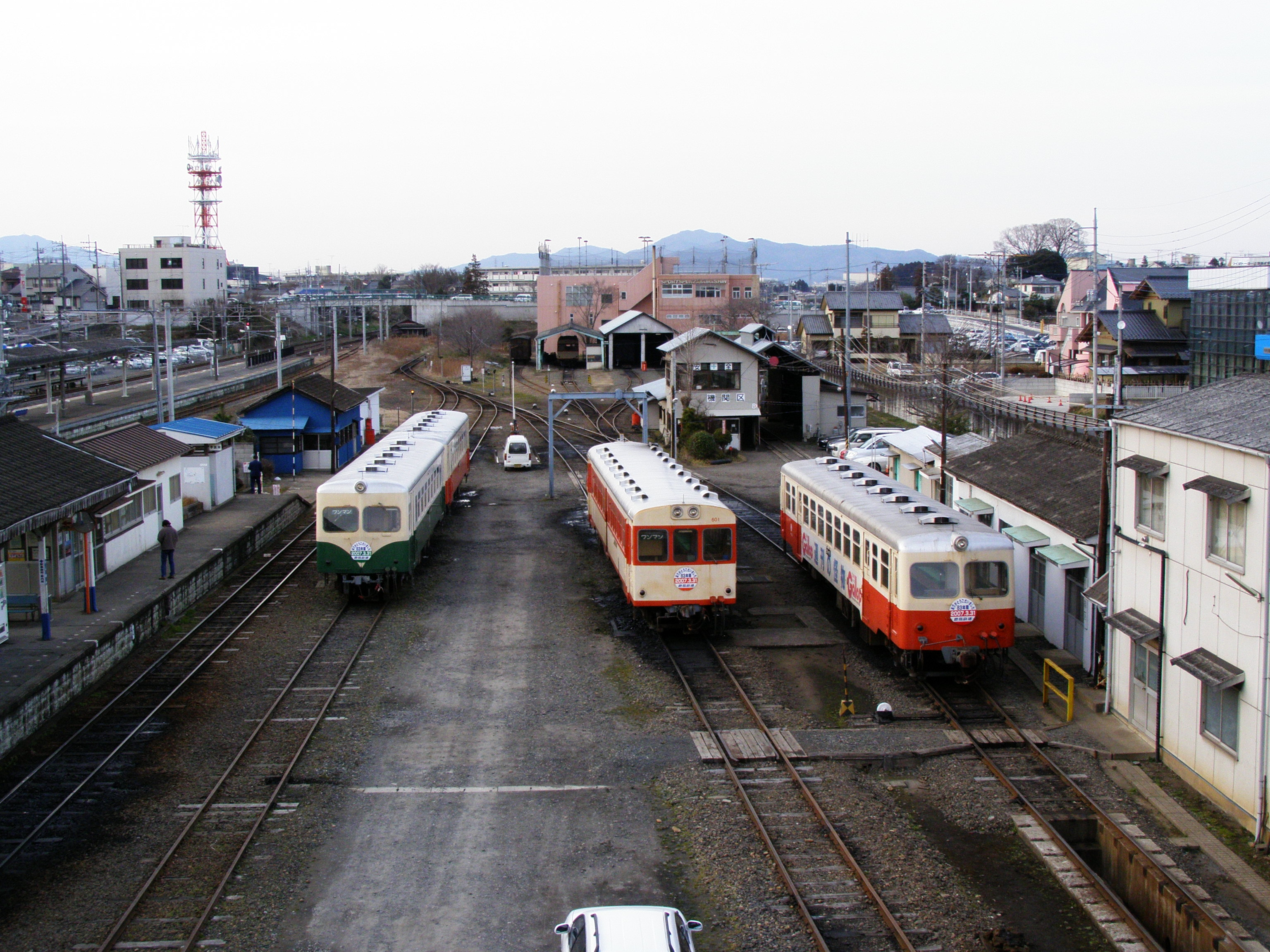
鹿島鉄道石岡機関区（2007年2月）

## 利用状況
JR東日本によると、2023年度（令和5年度）の1日平均乗車人員は4,925人である。
2000年度（平成12年度）以降の推移は以下のとおりである。
| 乗車人員推移       | 乗車人員推移     | 乗車人員推移    |
| 年度               | 1日平均 乗車人員 | 出典            |
| ------------------ | ---------------- | --------------- |
| 2000年（平成12年） | 6,964            | [ 利用客数 2 ]  |
| 2001年（平成13年） | 6,833            | [ 利用客数 3 ]  |
| 2002年（平成14年） | 6,695            | [ 利用客数 4 ]  |
| 2003年（平成15年） | 6,520            | [ 利用客数 5 ]  |
| 2004年（平成16年） | 6,413            | [ 利用客数 6 ]  |
| 2005年（平成17年） | 6,291            | [ 利用客数 7 ]  |
| 2006年（平成18年） | 6,281            | [ 利用客数 8 ]  |
| 2007年（平成19年） | 6,139            | [ 利用客数 9 ]  |
| 2008年（平成20年） | 6,045            | [ 利用客数 10 ] |
| 2009年（平成21年） | 5,882            | [ 利用客数 11 ] |
| 2010年（平成22年） | 5,710            | [ 利用客数 12 ] |
| 2011年（平成23年） | 5,595            | [ 利用客数 13 ] |
| 2012年（平成24年） | 5,740            | [ 利用客数 14 ] |
| 2013年（平成25年） | 5,826            | [ 利用客数 15 ] |
| 2014年（平成26年） | 5,702            | [ 利用客数 16 ] |
| 2015年（平成27年） | 5,705            | [ 利用客数 17 ] |
| 2016年（平成28年） | 5,624            | [ 利用客数 18 ] |
| 2017年（平成29年） | 5,642            | [ 利用客数 19 ] |
| 2018年（平成30年） | 5,667            | [ 利用客数 20 ] |
| 2019年（令和元年） | 5,591            | [ 利用客数 21 ] |
| 2020年（令和02年） | 3,976            | [ 利用客数 22 ] |
| 2021年（令和03年） | 4,175            | [ 利用客数 23 ] |
| 2022年（令和04年） | 4,563            | [ 利用客数 24 ] |
| 2023年（令和05年） | 4,925            | [ 利用客数 1 ]  |

## 駅周辺
石岡市中心市街地の東端に位置する。当駅の所在地である「国府」の地名は、かつて常陸国府が置かれた地であることを意味する。石岡市街地は歴史の古いレトロな建物も多く、当駅から徒歩で散策できる。駅前から延びる道には、小規模の商店が軒を連ねるほか、駅周辺にはビジネスホテル、旅館や飲み屋も立地している。一方、当駅の東側には石岡市役所や茨城県立石岡第一高等学校（石岡一高）がある。
また、駅周辺には市営の無料駐輪場が設置されている。
いばらきフラワーパーク（石岡市下青柳200番地）の最寄り駅となっている。当駅西口から関東鉄道の路線バスで約30分。

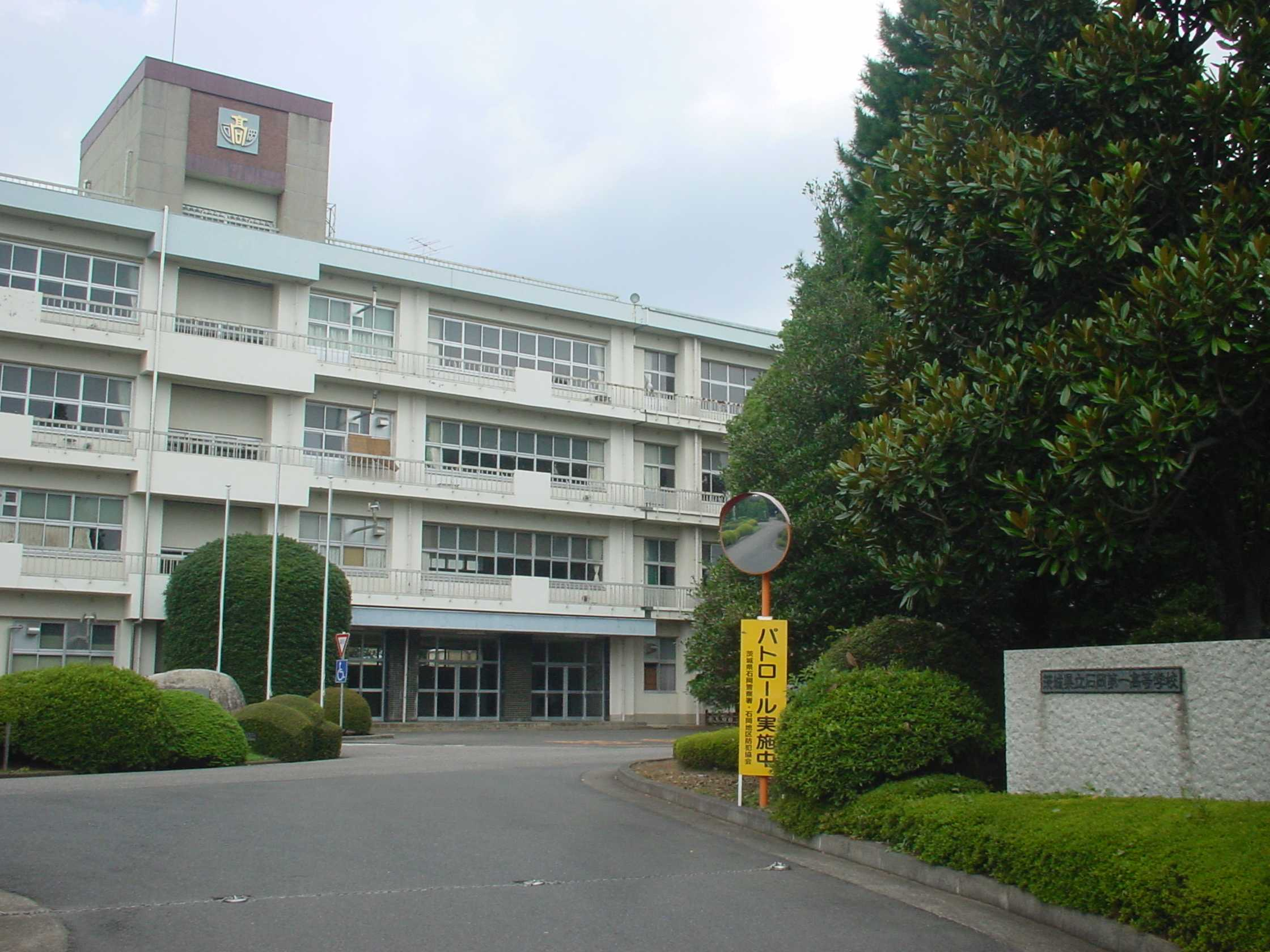
石岡第一高等学校
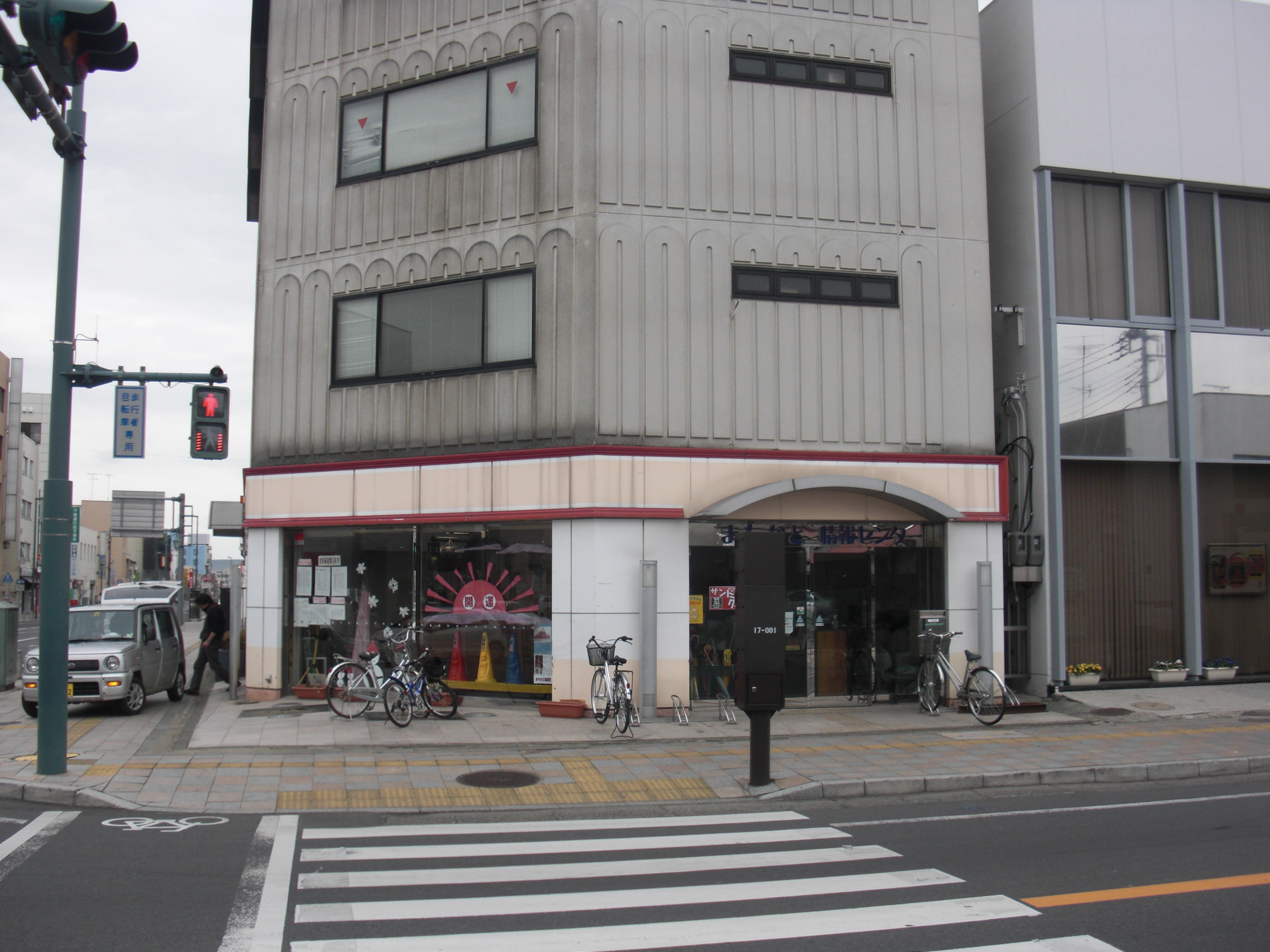
まちかど情報センター
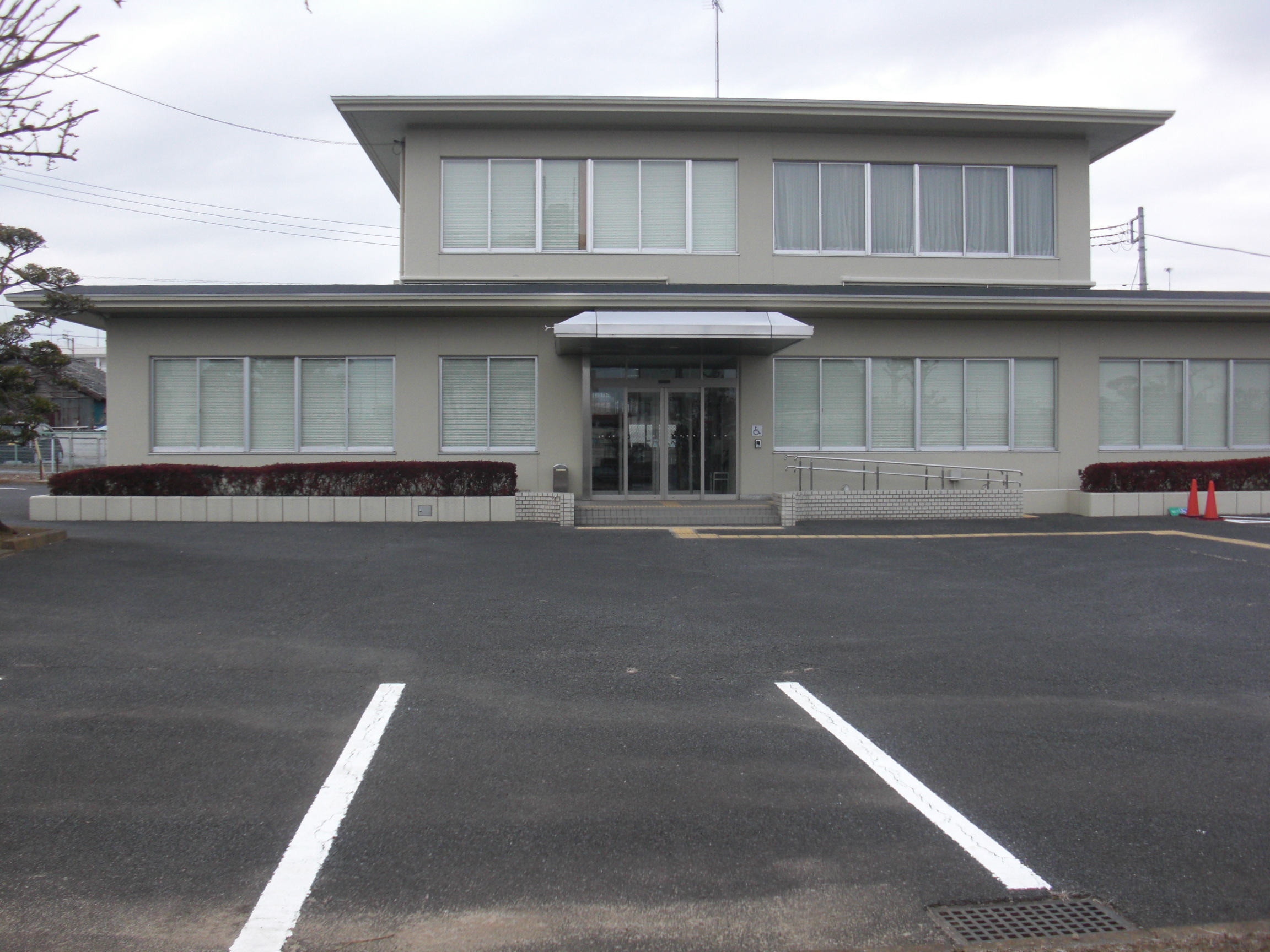
石岡簡易裁判所
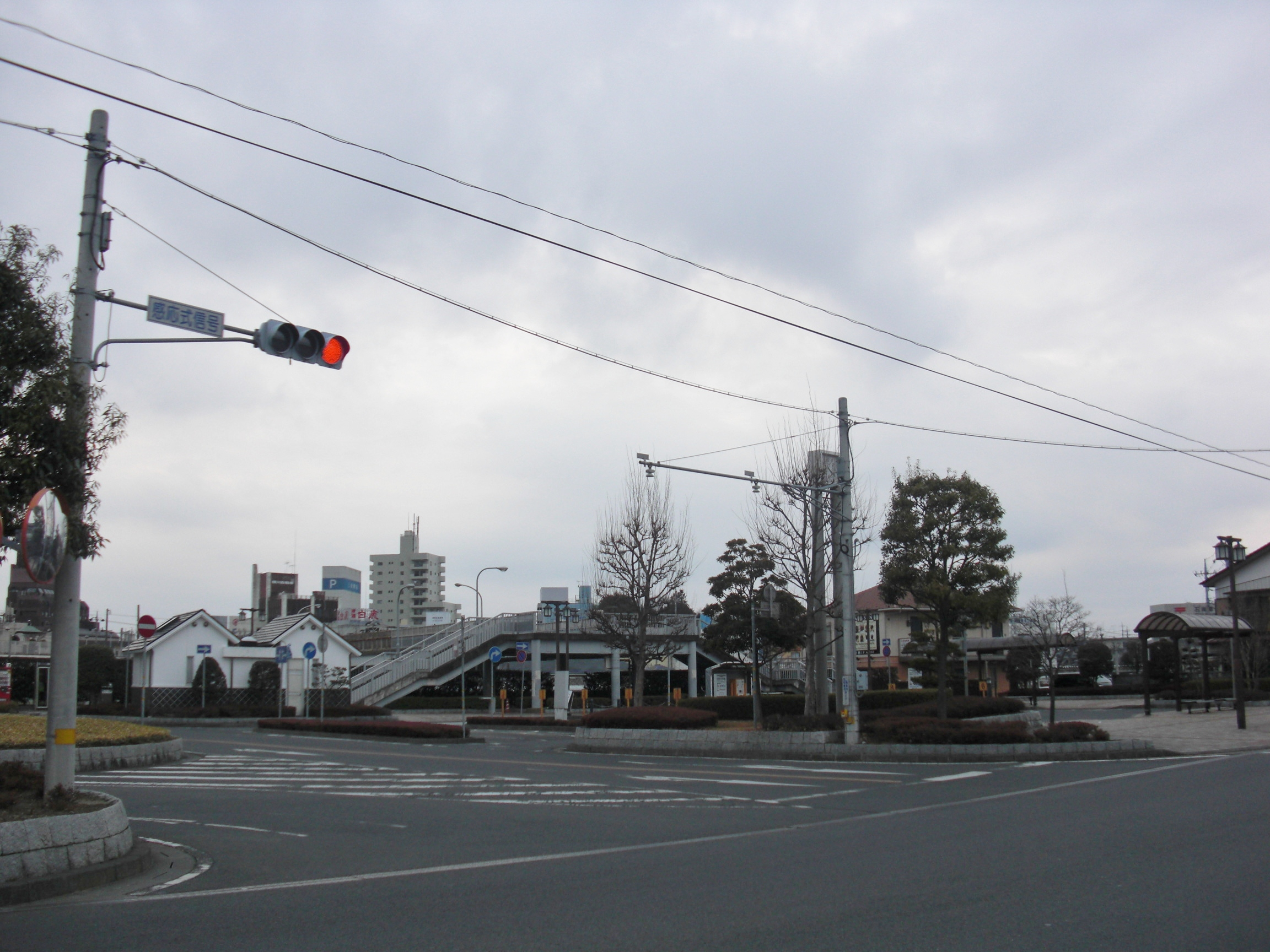
石岡駅東交通広場

### 駅西側
- 石岡ステーションパーク - 出口左方向
  - 石岡駅バスのりば
- かんばん横丁
- まちかど情報センター
- 常陽銀行石岡支店
- 筑波銀行
  - 石岡支店
  - 石岡駅前支店
- 水戸証券石岡支店
- 石岡郵便局
- 石岡警察署 石岡駅前交番
- 石岡簡易裁判所
- 茨城理容美容専門学校
- 石岡市民俗資料館
- 常陸國總社宮
- 国道6号
- 国道355号
- 常陸国国分寺跡（国指定文化財特別史跡） - 「国分寺」バス停下車
- 常陸国国分尼寺跡（国指定文化財特別史跡） - 「若松町」バス停下車
- 石岡市立中央図書館
- タイヨー 石岡店
- セイブ若松店
- ホテルグランマリアージュ

### 駅東側
- 石岡市役所
- 石岡市消防本部
- 茨城県立石岡第一高等学校
- 石岡駅東交通広場
- 石岡市営駐車場
- 水戸信用金庫 石岡中央支店
- 中央労働金庫石岡支店
- ピアシティ石岡
- ホテルルートイン石岡
- 山王台病院
- 石岡第一病院
- ヨークベニマル 石岡西店

## バス路線

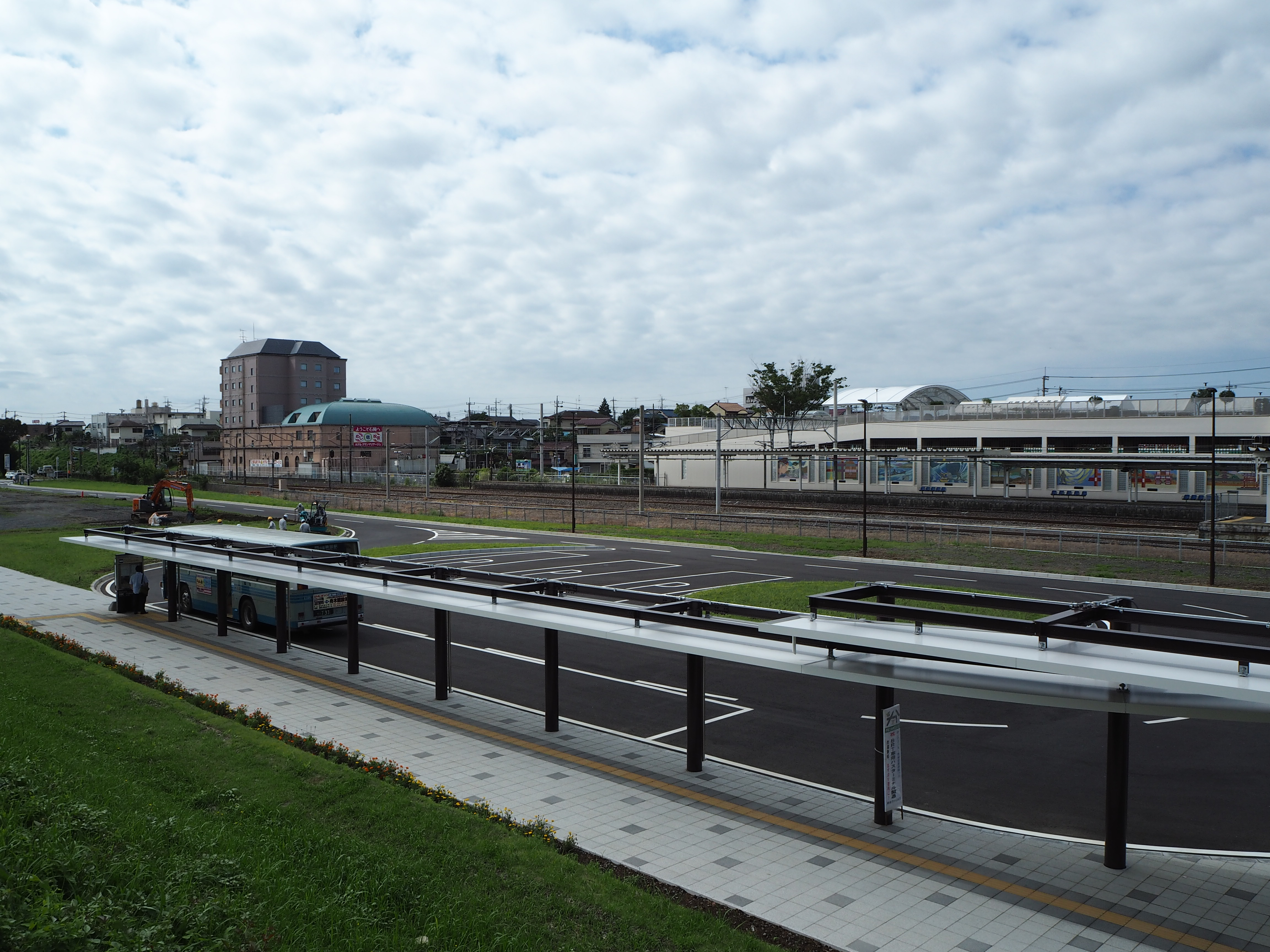
空港バス発着口バスターミナル（2016年9月）

路線バス乗り場は当初は西口にのみ設置されており、かしてつバス（BRT）開業に合わせて東口のバスターミナルが開業。一時は西口東口両方に乗り場が振り分けられていた時期もあったが、2022年より東口に統一。停留所名は「石岡駅」である。

### 石岡駅バスターミナル
駅の東口に整備され、関東鉄道（旧関鉄グリーンバスを含む）の路線バスが発着する（一般車・タクシー用の東口ロータリーとは完全に分離されている）。2022年7月9日より、すべてのバスが石岡駅バスターミナルに発着する。
1番のりば
- 林線 石岡車庫行
- 石岡・水戸線 水戸駅行
- 石岡・土浦線 土浦駅行

2番のりば
- 石岡・やさと観光周遊バス やさと温泉ゆりの郷行
- 林線 柿岡車庫行
- 石岡・土浦線 ヒルズガーデン美野里行

3番のりば
- かしてつバス 新鉾田駅行・玉里学園行
- 茨城空港連絡バス 茨城空港行[14]

## 隣の駅
※当駅に停車する特急「ときわ」の隣の停車駅は列車記事を参照。
東日本旅客鉄道（JR東日本）
■常磐線
- 特急「ときわ」停車駅

■普通
高浜駅 - 石岡駅 - 羽鳥駅

### かつて存在した路線
鹿島鉄道
■鹿島鉄道線
石岡駅 - 石岡南台駅

### 記事本文